# مسلمه بن یحیی
مسلمه بن یحیی (انگلیسی: Maslama ibn Yahya al-Bajali) فرمانروای مصر در دوران خلافت عباسی بود.